# Charoli

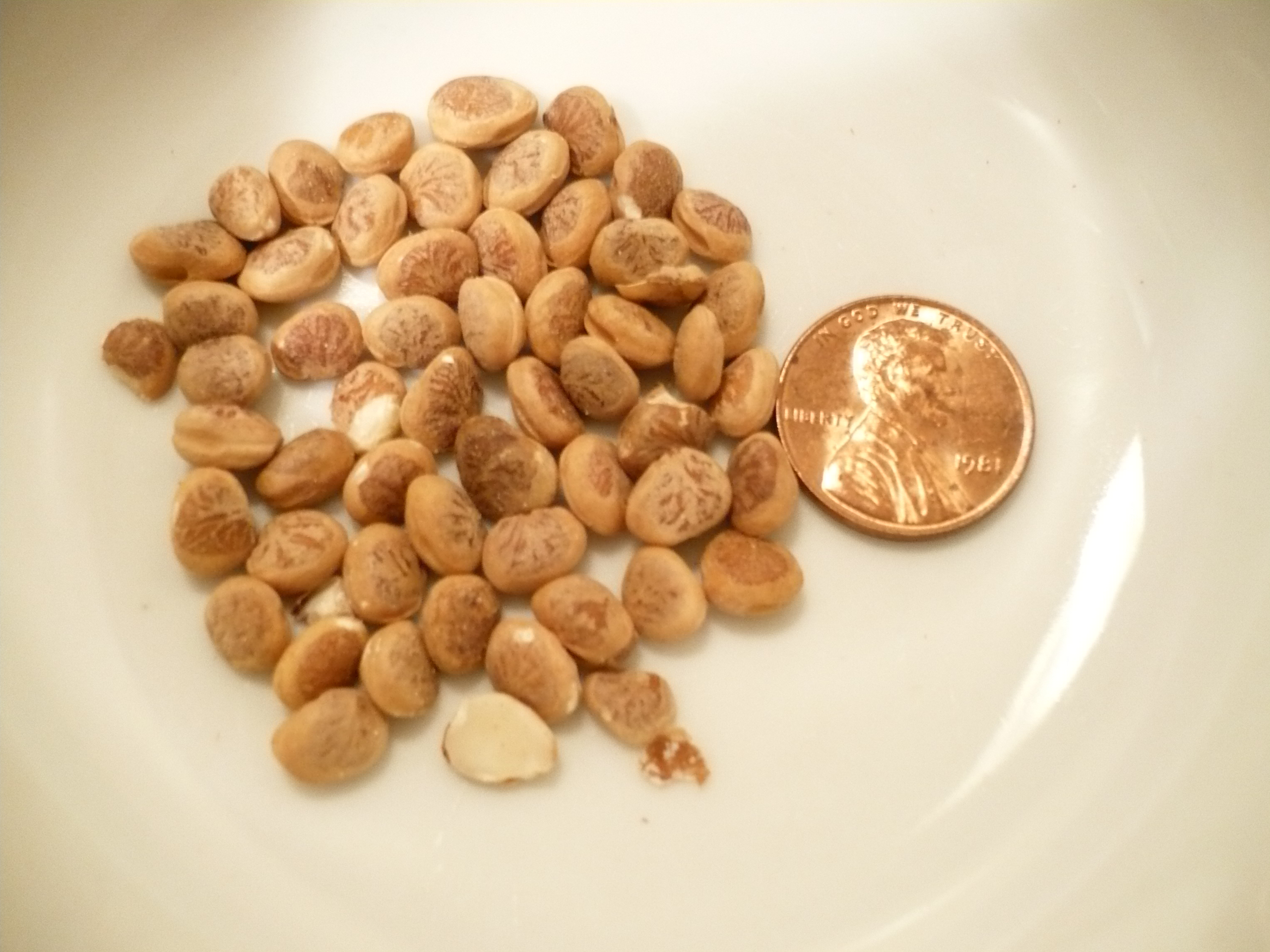
Charoli im Größenvergleich mit einem US-Cent (Durchmesser: ca. 19 mm)

Charoli (Hindi चारोली, Marathi चारोळी, Gujarati ચારોળી), oder Chironji (Hindi चिरौन्जी), sind Samen des Chironji-Baumes (Buchanania lanzan). Die Bäume werden in ganz Indien kultiviert, wobei das Hauptanbaugebiet im Nordwesten des Landes liegt. Wenn die Früchte reif sind, wird die harte Schale geknackt und der innere Kern verwendet. Dieser hat die Konsistenz von Pinienkernen.

## Verwendung
Die Samen werden in der indischen Küche zum Würzen, vor allem von Süßspeisen, verwendet. Außerdem sind sie oft Bestandteil von Bierteig-Variationen und Saucen. Charoli ist eine häufige Zutat im Unani und Ayurveda.